# Koncentrationsläger

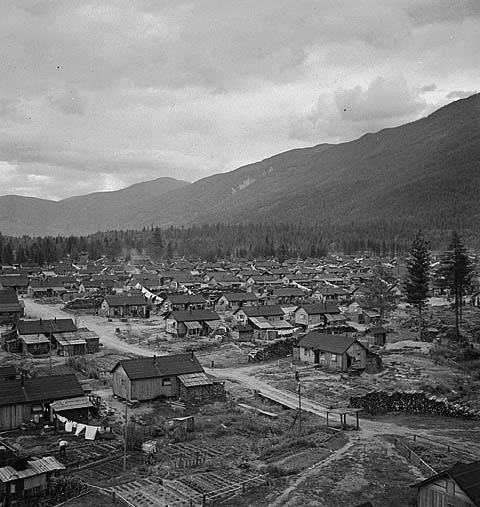
Läger för Kanadajapaner i British Columbia, Kanada, under andra världskriget

Koncentrationsläger är ett läger eller institution där stora grupper av civilpersoner interneras på obestämd tid. Koncentrationsläger upprättas oftast i krigstider som tillfälliga interneringsläger för personer som anses utgöra ett hot mot nationen eller regimen. I dessa läger förs de personer samman, det vill säga koncentreras, som på grund av sin nationella, etniska, religiösa, klassmässiga eller politiska tillhörighet betraktas som farliga, opålitliga eller oönskade. De har alltså i strikt bemärkelse inte begått något brott.
Begreppet koncentrationsläger förknippas framförallt med de nazistiska koncentrationslägren i Nazityskland 1933-1945. I Nazityskland, och även i Sovjetunionen, utvecklades lägren till ett permanent och institutionaliserat nätverk av fångläger för personer som av regimen förklarades vara ”folkets fiender”.
Koncentrationsläger är inte krigsfångeläger. I krigsfångeläger förvaras under pågående krig fiendesidans ”kombattanter”: soldater och militärens civila personal. 
Den internationella lag som fastställdes 1929 och förnyades 1949 – Tredje Genèvekonventionen – reglerar hur krigsfångar ska behandlas och hur utväxling av krigsfångar ska genomföras.
Koncentrationsläger åtskiljs även från förintelseläger, och ibland från interneringsläger och arbetsläger.

## Historia

### Begreppets ursprung

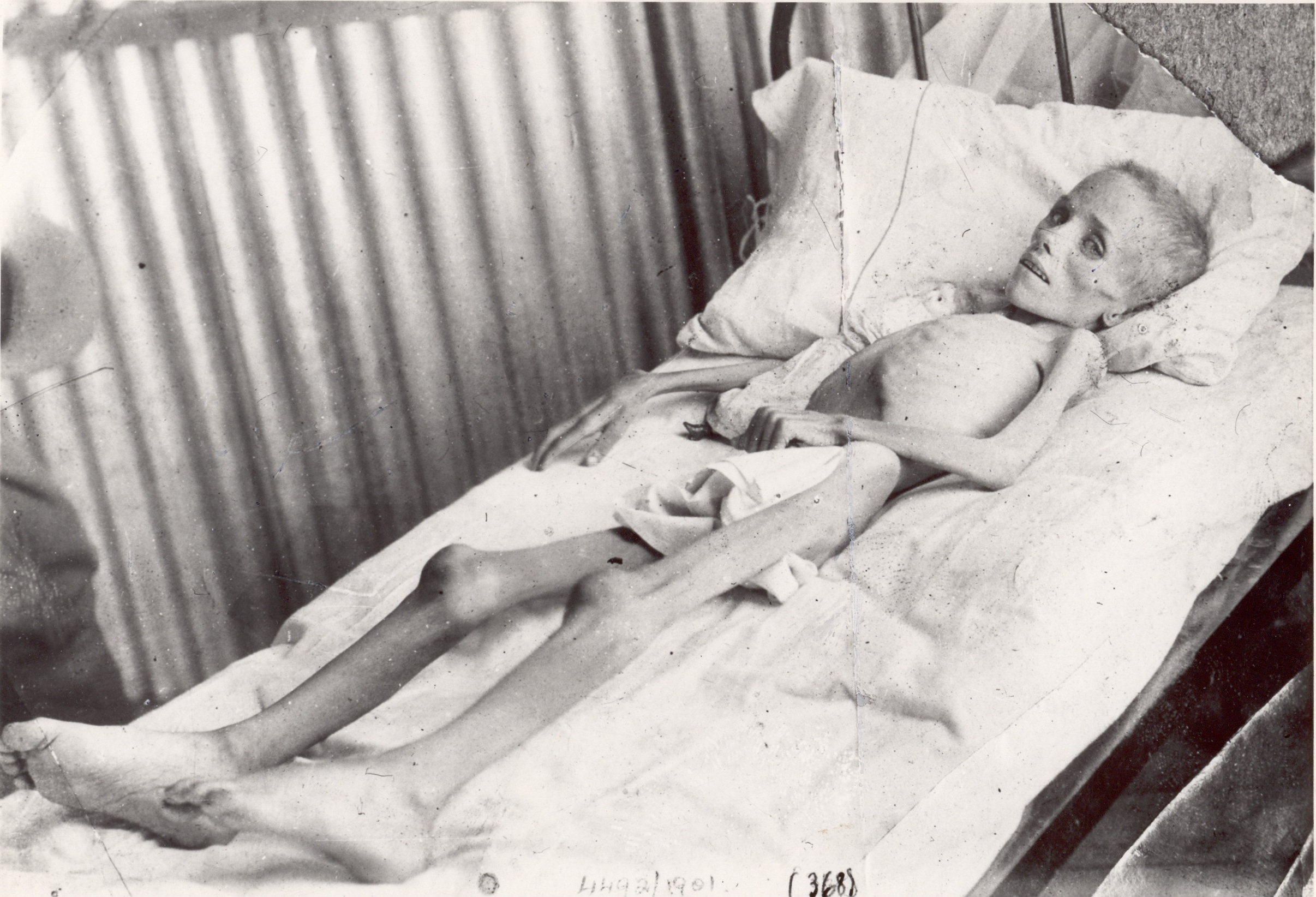
Lizzie van Zyl, fånge i ett brittiskt koncentrationsläger i Sydafrika, 1901.

Begreppet koncentrationsläger började användas runt sekelskiftet 1900 i samband med konflikter i europeiska kolonier. 
Första användning av begreppet anses ha varit på Kuba under självständighetskriget på 1890-talet då den spanska administrationen inrättade campos de reconcentración för internering av delar av civilbefolkningen. Begreppet användes även under det andra boerkriget i Sydafrika 1899–1902, när Storbritannien koncentrerade landsbygdens boerbefolkning i stora Concentration Camps.  Tyskarnas interneringsläger för Nama- och Hererofolken på ön Shark Island i Tyska sydvästafrika (i dag Namibia) omnämndes i sin samtid som Konzentrationslager. Även i den nya Sovjetstaten användes begreppet, Trotskij och Lenin talade om Kontslager (ryska: концла́герь), en rysk förkortning av ordet koncentrationsläger, för politiska motståndare.

### Koncentrationslägren växer fram

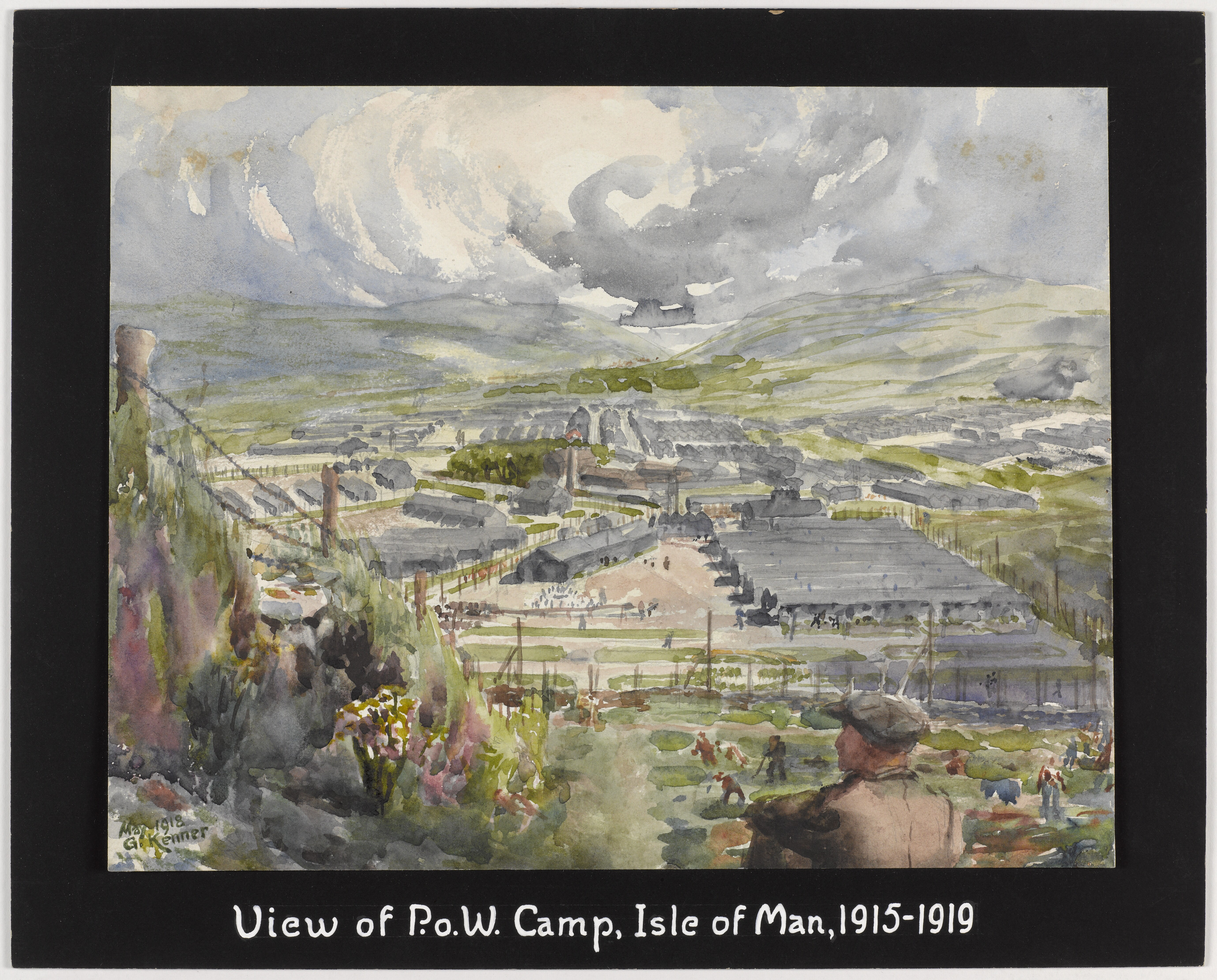
Läger från 1900-talets första decennier skapade det fysiska mönstret för andra världskrigets koncentrationsläger. Målningen föreställer ett engelskt krigsfångeläger på Isle of Man 1918.

Den brittiske historikern Richard Overy menar att andra världskrigets ökända koncentrationsläger framförallt var en produkt av första världskriget och dess efterdyningar. Han menar att de växte fram ur den mängd av krigsfångeläger, flyktingläger och i synnerhet ur de interneringsläger för ”suspekta främlingar” som inrättades i flera länder under denna tid. Dessa interneringsläger för särskilda icke önskvärda grupper skapade, enligt Overy, det fysiska mönstret för senare koncentrationsläger. De gav också näring åt fördomar, nationalism och uppfattningen att vissa kategorier av personer borde avskiljas från samhället i syfte att skydda nationen.
Richard Overy talar om en ”lägerkultur” av politiska och segregerande läger som växer fram under mellankrigstiden. Han nämner bland annat att personer internerades och koncentrerades på politiska grunder i en del tyska delstater redan i början av 1920-talet. Vid samma tid internerades personer som ansågs vara ”revolutionens fiender” i kontslager i den unga Sovjetstaten, och i Mussolinis Italien infördes så kallade  ”kolonier” för politiskt oppositionella. I Frankfurt am Main fanns mellan 1929 och 1935 ett avgränsat område, kallat koncentrationsläger, för ”zigenare”. Italien inrättade i början av 1930-talet ett koncentrationsläger i Libyen där 100 000 personer tillhörande den muslimska Sanusiya-rörelsen internerades.
De läger för politiska fångar som upprättades i Sovjetunionen på 1920-talet utvecklades under Stalin på 1930-talet till det rikstäckande lägersystemet Gulag. Under kollektiviseringen av jordbruket fängslades självägande bönder, så kallade kulaker; även etniska minoriteter och misstänkliggjorda partimedlemmar internerades och tvingades till slavarbete.
I Tyskland upprättade nazisterna det första koncentrationslägret, för kommunister och politiskt oppositionella, redan i mars 1933, knappt två månader efter att Hitler blivit rikskansler. Vid krigsutbrottet 1939 fanns cirka tio koncentrationsläger, några underläger och en mängd andra typer av läger där individer som ansågs farliga för den tyska ariska ”folkgemenskapen” hölls internerade under brutala former.
I det fascistiska Spanien internerades närmare 300 000 medlemmar ur Folkfronten och den Republikanska armén efter deras förlust mot general Francos trupper i spanska inbördeskriget (1936–1939). Spanjorer och medlemmar i de Internationella brigaderna som flydde över gränsen till Frankrike i hopp om skydd blev även de fängslade. År 1939 upprättades i Frankrike flera koncentrationsläger för spanska flyktingar och asylsökande som ansågs var ett hot mot landets säkerhet. Under Vichyregimen (1940-1944) blev lägren även interneringsläger för judar.

### Under andra världskriget

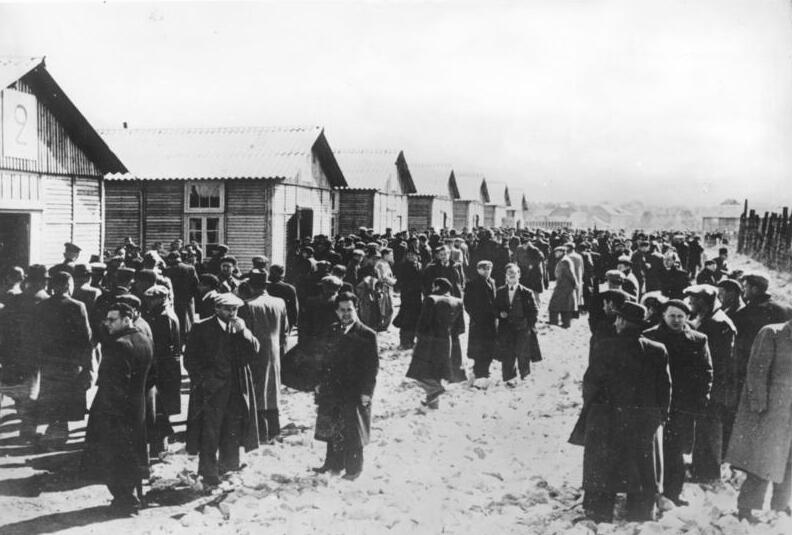
Det franska lägret Pithiviers 1941. Nyanlända utländska judar som senare deporterades till tyska koncentrationsläger.

Under andra världskriget expanderade det tyska nätet av koncentrationsläger enormt. Det var en konsekvens av tyskarnas behov av slavarbetare till krigsindustrin och det ideologiska målet att utrota Europas judar. Under krigets sista år hade nätverket av läger växt till över 700 huvud- och underläger med hundratusentals fångar som ansågs vara farliga eller avvikande element - kommunister, liberaler, Jehovas vittnen, polacker, romer, homosexuella, så kallade "asociala", och judar.
I Frankrike fanns under andra världskriget interneringsläger och uppsamlingsläger både i den tyskockuperade zonen, i Vichyregimens zon och i franska kolonier i Nordafrika där judar och politiska opponenter internerades. Det största lägret i Frankrike var Drancy; härifrån deporterades mellan 1941 och 1944  omkring 63 000 judar och tusentals medlemmar i franska motståndsrörelsen till koncentrationsläger i Nazityskland.
Det styrande fascistiska partiet Ustaša i Oberoende staten Kroatien (1941–1945) inrättade flera koncentrationsläger där framför allt judar, romer och serber internerades. Lägret Jasenovac var ett av de större europeiska koncentrationslägren; här dog omkring 100 000 personer.
I Sovjet under Stalinårens terror växte Gulagsystemet, och interneringen av ”folkets fiender” i arbetsläger blev omfattande. Den stora utrensningen, då hundratusentals partimedlemmar fängslades, påbörjades före kriget och fortgick till Stalins död 1953. Även krigsfångar skickades under andra världskriget till Gulag. Under krigsåren 1939–1945 dog 6 miljoner fångar i de sovjetiska lägren.
Under andra världskriget fanns koncentrationsläger för internering av utlänningar och misstänkta fiender i de flesta krigförande länder. I USA och Kanada inrättades, efter Japans anfall mot den amerikanska flottbasen Pearl Harbor, läger där japaner och medborgare av japanskt ursprung internerades. I Storbritannien inrättades läger för tyskar, suspekta utlänningar och brittiska fascister.. Japanerna hade bland annat interneringslägret Lunghua i Shanghai där engelsmän och amerikaner internerades. Även neutrala stater som Sverige hade interneringsläger under kriget, se Interneringslägren i Sverige under andra världskriget och Baltutlämningen.
Internerade i de nordamerikanska, brittiska och svenska lägren berövades sin frihet men utsattes inte för terror och slavarbete. Karaktäristiskt för koncentrationslägren var annars att de som regel saknade lag och ordning; ett undantagstillstånd därinne normaliserades. Dödligheten i de olika lägren varierar kraftigt; i det andra boerkrigets läger avled 25 % av de fängslade i sjukdomar som bröt ut på grund av de dåliga hygieniska förhållandena. I många fall flyter dödligheten över till förintelsenivån; även om fångarna inte avrättas, dör de av svält, hårt arbete och sjukdomar, så som skedde i Nazitysklands och Sovjetunionens läger.

### Koncentrationsläger i vår samtid

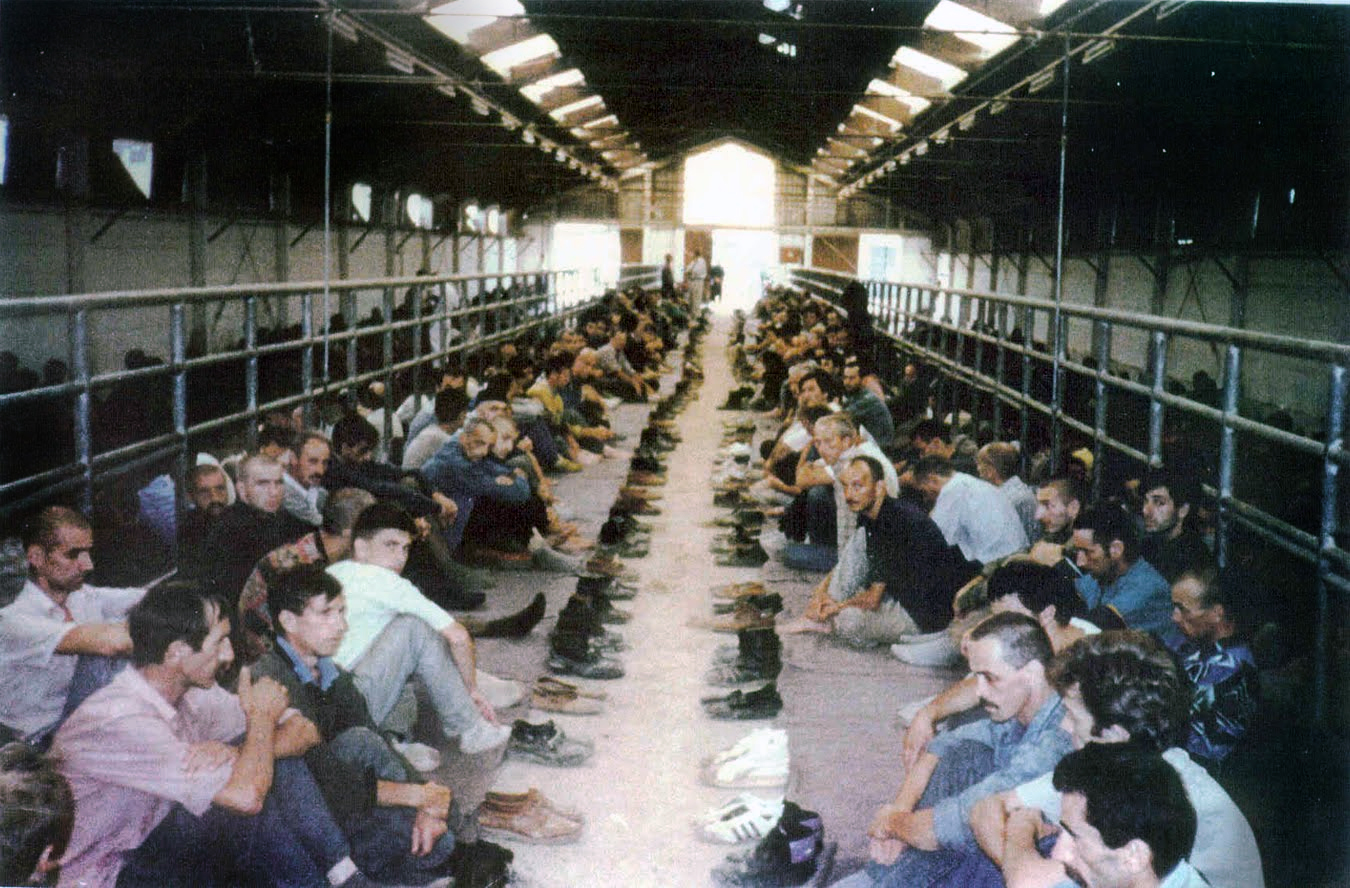
Lägret Manjača i Bosnien-Herzegovina.

Koncentrationsläger upprättas än idag i områden som härjas av krig och politisk oro. Under krigen i forna Jugoslavien på 1990-talet upprättade serbiska nationalister lägren Trnopolje, Omarska och Manjača där kroater och bosniaker internerades. USA:s fångläger Guantánamo, där personer hålls inspärrade utan rättegång eller formella brottsanklagelser, har varit i bruk sedan 2002. I Nordkorea förnekar regimen att det finns koncentrationsläger för politiska fångar, men personer som lyckats fly har vittnat om lägrens existens. Hoeryongfånglägret är ett av få kända nordkoreanska läger. Omskolningsläger i Xinjiang i Kina har fått kritik för att de intagna,  främst muslimska etniska grupper såsom uigurer och kazaker, blir godtyckligt frihetsberövande utan juridisk prövning och utan tillgång till advokat eller möjlighet att ifrågasätta beslutet.

## De tyska lägren

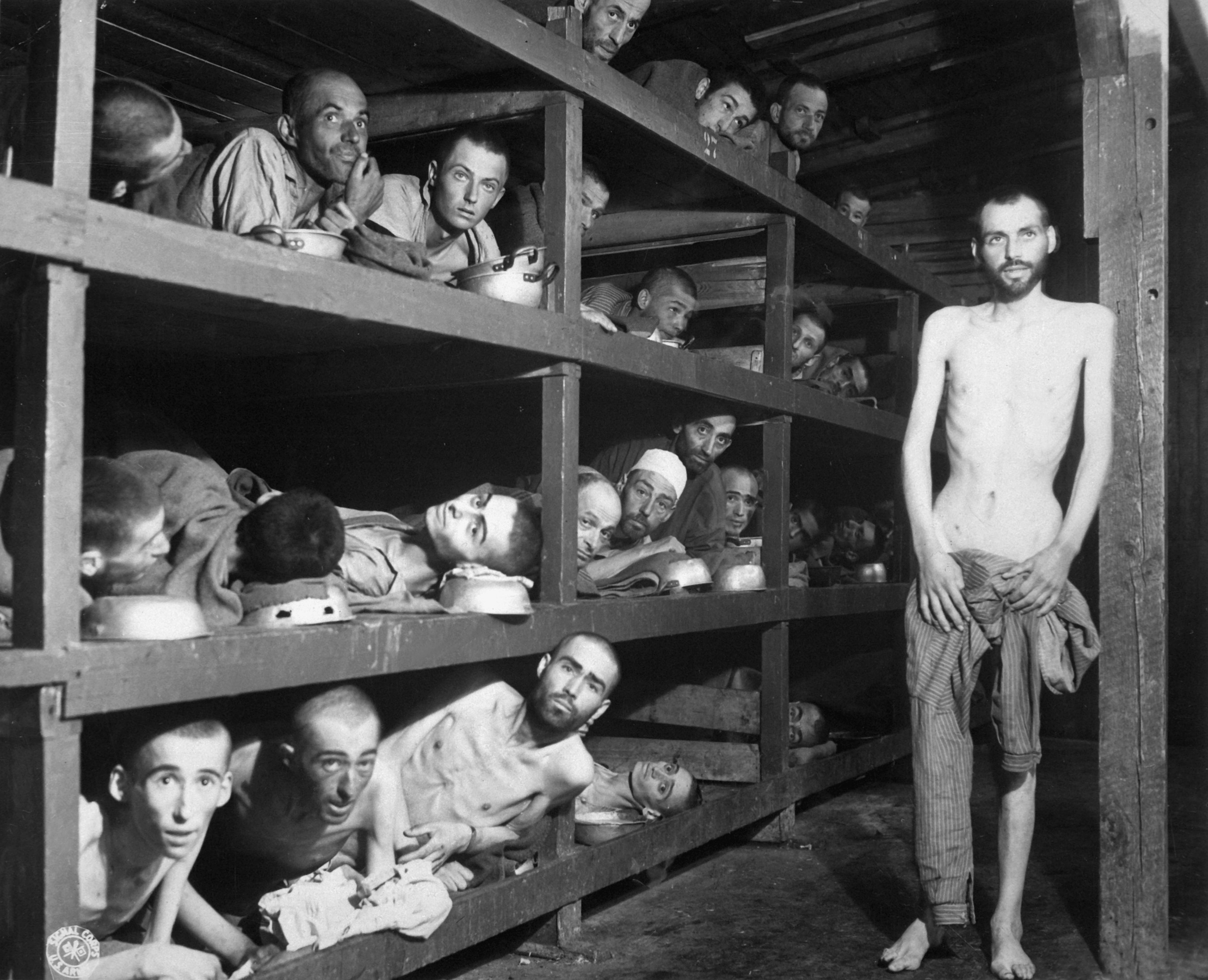
Fångar i Buchenwalds koncentrationsläger i Nazityskland.

Nazityskland hade före och under andra världskriget ett flertal lägertyper där man förvarade oliktänkande och minoriteter under mycket hårda förhållanden och med hög dödlighet. Många av dessa läger kallades arbets- och disciplineringsläger, polisfångläger, uppsamlingsläger och liknande, och kan karakteriseras som koncentrationsläger. Men officiellt och rent formellt var det endast de läger som lydde under SS-myndigheten Inspektoratet för koncentrationslägren som hade beteckningen koncentrationsläger (KZ). Omkring 1 650 000 personer sändes till KZ-läger mellan 1933 och 1945, av dessa dog två tredjedelar. Till detta antal kan läggas den dryga miljon judar som avrättades i förintelseanläggningarna i lägren Majdanek och Auschwitz. (Offren i förintelselägren Sobibor, Belzec, Treblinka och Chelmno är inte inräknade.)
År 1942 upprättades förintelselägren med mål att industriellt döda stora mängder av människor, framförallt judar. Begreppet koncentrationsläger har därefter för många blivit snävare, och synonymt med förintelseläger.  Under Förintelsen avrättades närmare sex miljoner judar, varav ca tre miljoner i koncentrationsläger och förintelseläger.
Det mest ökända, och största, förintelselägret var Auschwitz-Birkenau (Auschwitz II) i det då naziockuperade Polen.

## De brittiska lägren
Från tidigt 1800-tal fram till 1975 fängslade Storbritannien politiskt oliktänkande, koloniala frihetskämpar, rebeller och civila i koncentrationsläger. Lägren varierade i brutalitet och omfång, den värsta behandlingen av civila skedde i de brittiska kolonierna. Under Boerupproret (1899–1902) internerades 116 572 kvinnor, barn och ej arbetsföra män i koncentrationsläger. Lägren var inte ämnade som utrotningsläger, men dålig hygien samt bristen på mat och medicin orsakade ändå att 22 074 barn under 16 år och 4 177 kvinnor dog, enligt brittiska dokument. Under Mau-Mau-upproret i koloniala Kenya (1954–1960) upprättades koncentrationsläger som brutaliserade stora delar av civilbefolkningen. Tvångsarbete, tortyr och avrättningar var vanligt förekommande.
"Elektrisk chock användes i stor utsträckning, såväl som cigaretter och eld. Flaskor (ofta trasiga), vapenpipor, knivar, ormar, ohyra och varma ägg forcerades in i mäns ändtarmar och kvinnors vaginor. Screeningteamen piskade, sköt, brände och lemlästade Mau Mau-misstänkta, skenbart för att tvinga fram underrättelser om militära operationer och erkännanden till rättegångar." 
Andra dokumenterade läger som upprättats av Storbritannien har funnits i bland annat Irland, Brittiska Malaya i Sydostasien, Cypern, Bermuda, det ockuperade Sovjetunionen, Wales och Nordirland.

## De sovjetiska lägren
I Sovjetunionen lades 1923 grunden till det som kom att bli känt som Gulag. Det var ett system av tvångsarbetsläger, dit kriminella, politiskt oliktänkande och andra "samhällsfarliga element" skickades för att avtjäna långa straff. 
Under Sovjetunionens hela existens fanns minst 476 lägerkomplex med tusentals underläger. Det har uppskattats att mellan åren 1929 och 1953 passerade cirka 18 miljoner personer Gulags läger.

## De finländska lägren
I Finland förekom läger under inbördeskriget 1918 och under andra världskriget 1939–1945.
Koncentrationsläger förekom under fortsättningskriget (1941-44) då de finska trupperna erövrade Östkarelen 1941. Överbefälhavaren gav order om att den ryska befolkningen skulle interneras i koncentrationsläger. Lägren upprättades av Staben för Östkarelens militärförvaltning. Dels var det fråga om att förhindra möjlig partisanverksamhet, dels var det ett steg i planerna på att skapa ett etniskt enhetligt Östkarelen. Avsikten var att den internerade befolkningen efter kriget skulle förpassas till Sovjetunionen. Som mest fanns det nio koncentrationsläger och 24 000 internerade, till stor del kvinnor, barn och åldringar. De internerade fick samma matransoner som krigsfångarna och dödligheten i lägren steg till över 13 procent. Trots usla förhållanden var de finska koncentrationslägren inte förintelseläger. År 1943 omdöptes lägren till transfer- eller omflyttningsläger för att skapa en skillnad i förhållande till de tyska koncentrationslägren.
Enligt vapenstilleståndsavtalet 1944 skulle Finland placera alla tyska och ungerska medborgare i interneringsläger. Även finländska kvinnor som var gifta med tyskar samt deras barn placerades i läger. Interneringslägren upphörde 1946, och de internerade frigavs.